# Praca.pl
Praca.pl – polski portal internetowy działający na rynku usług rekrutacyjnych od 2004 r. Serwis gromadzi, wg własnych danych, blisko 3 mln zarejestrowanych kandydatów do pracy i ponad 91 tys. zarejestrowanych kont pracodawców. Miesięcznie na praca.pl publikowane są średnio około 43 tys. aktualnych ogłoszeń od polskich i zagranicznych firm, w tym 5,3 tys. ofert pracy zdalnej. Serwis oferuje użytkownikom nie tylko bazę ogłoszeń, ale też bezpłatne narzędzia wspomagające proces rekrutacji, np. kalkulator wynagrodzeń, szablony dokumentów aplikacyjnych i kreator CV oraz poradniki na temat budowania kariery.

## Działalność
Portal działa od 2004 r., stopniowo rozwijając ofertę kierowaną do kandydatów poszukujących pracy oraz do rekrutujących pracodawców. Praca.pl udostępnia narzędzia wspomagające proces rekrutacji i budowanie marki pracodawcy dla firm oraz bezpłatne narzędzia pomocne w szukaniu pracy dla kandydatów.
Praca.pl pełni również rolę eksperta rynku pracy – prowadzi badania ankietowe, współpracuje z biurami karier uczelni wyższych, patronuje wydarzeniom z obszaru Human Resources, a także wydaje Poradnik praca.pl.
Portal zatrudnia ponad 50 osób, prowadzi biura w Warszawie, Gdańsku, Krakowie i we Wrocławiu.

## Zawartość portalu
Na portalu znajdują się wyszukiwarka ofert pracy z opcją filtrowania ich wg wybranych kryteriów, np. obszaru zawodowego, poziomu stanowiska, formy zatrudnienia, a także profile pracodawców z informacjami na temat firm oraz aktualnie prowadzonych przez nie rekrutacji. W serwisie dostępne są również: bezpłatny kreator CV, kalkulator wynagrodzeń, sekcja Kariera i rozwój zawierająca ponad 4800 poradników (dane własne) na temat prawa pracy, umów, planowania kariery, pisania CV, przygotowania do rozmowy rekrutacyjnej i innych.

## Wydarzenia
Portal Praca.pl trzykrotnie był organizatorem targów pracy w Warszawie.
- Targi Praca.pl 2015 w Bibliotece Uniwersyteckiej w Warszawie – w targach pracy wzięły udział 74 firmy oraz 10,2 tys. zarejestrowanych kandydatów[3].
- Targi Praca.pl 2016 w Bibliotece Uniwersyteckiej w Warszawie – 72 pracodawców przedstawiło kilkaset ofert pracy. W wydarzeniu wzięło udział 10,2 tys. zarejestrowanych kandydatów[4].
- Targi Praca.pl 2017 na Stadionie Miejskim Legii Warszawa im. Marszałka Józefa Piłsudskiego – w wydarzeniu wzięło udział 63 pracodawców z różnych branż, swoje CV przesłało 12 tys. kandydatów[5].

## Historia
Portal praca.pl na początku swojej działalności oferował darmową publikację ogłoszeń. Wraz z rozwojem serwisu oraz wzrostem liczby ofert od pracodawców firma zaczęła zatrudniać handlowców, którzy oferowali publikację płatną. Jednym z ważnych argumentów sprzedażowych był wówczas fakt, iż serwis posiada najlepszą domenę na rynku portali pracy i dzięki temu jest dobrze wypozycjonowany w internecie.
W 2009 r. serwis wprowadził na rynek automatyczną selekcję kandydatów, której celem było ułatwienie i skrócenie procesu rekrutacji. Dał pracodawcom możliwość przeglądania w pierwszej kolejności tylko tych aplikacji, które spełniają podstawowe wymagania określone w ofercie pracy. W tym samym roku Praca.pl, jako pierwszy portal pracy w Polsce, uruchomił program lojalnościowy dla pracodawców. Kupując ogłoszenia w Praca.pl, firmy zbierają punkty, które mogą wymienić na nagrody oraz szkolenia. Wprowadzono także usługę pisania CV na zamówienie oraz tłumaczenia dokumentów aplikacyjnych na języki obce we współpracy z Centrum Tłumaczeń PWN.
W 2009 Praca.pl zadebiutowała na wielkim ekranie za sprawą product placementu w filmie w reżyserii Wojciecha Pacyny „Nigdy nie mów nigdy” z Anną Dereszowską i Robertem Więckiewiczem w rolach głównych.
W historii Praca.pl ważne miejsce zajmuje także 2015 r. Wystartowała wtedy kampania „Wynagrodzenie za polecenie”, ogólnopolski projekt zachęcający do rekomendacji znajomych do pracy. W tymże roku została uruchomiona nowa usługa serwisu – lokalna.praca.pl, umożliwiająca znalezienie pracy poprzez przeglądanie ofert z okolicy.
W latach 2015, 2016 i 2017 serwis zorganizował stacjonarne Targi Praca.pl w Warszawie. W każdej z edycji wzięło udział ponad 10 tys. kandydatów i kilkudziesięciu pracodawców z różnych branż.

## Zasięg
Z serwisu, według danych własnych, korzysta rocznie blisko 15 mln unikalnych użytkowników. W 2021 r. na Praca.pl opublikowano łącznie 515 279 ogłoszeń o pracę, najwięcej z województw: mazowieckiego, śląskiego, dolnośląskiego, małopolskiego i wielkopolskiego. Miesięcznie na portalu pojawia się średnio 42 940 ofert. W czerwcu 2021 r. liczba ogłoszeń o pracę zdalną wyniosła 10 914.